# 黄金戦隊かぼっちゃマン
黄金戦隊かぼっちゃマン（こがねせんたいかぼっちゃまん）は沖縄県南風原町のローカルヒーロー。1999年頃〜2008年まで活動。
2009年より活動休止を表明している。

## 概要
ガンクー星雲のウーマクー星人達が、人間の子供たちを改造し地球を支配しようと企んでいる。
南風原のわらばー達を救うため、地球の未来を守るため、かぼちゃの化身「かぼっちゃマン」と大地の花「ストレッチャーマン」平和を愛する「かすり姫」の黄金戦隊が悪に立ち向かう。

## メンバー構成

### 黄金戦隊
黄金戦隊は、かぼちゃの化身「かぼっちゃマン」と大地の花「ストレッチャーマン」平和を愛する「かすり姫」で構成される。
かぼっちゃマン
黄金戦隊のリーダー。大自然の偉大なパワーによって南風原の大地に誕生した「かぼちゃ」の化身。必殺技はハイパークガナイザー。高速バイク「タイフーン」を巧みに操る。南風原町の特産品「かぼちゃ」を活かしたヒーローゆえに、胴体にかぼちゃのロゴがある。
かすり姫
天女の羽衣を身にまとった瞬間、かすりの化身「かすり姫」へと生まれ変わった。かすり姫が身に着けている着物には”平和を愛する心”がかすり模様で表されている。かぼっちゃマンと共に南風原町の平和のために戦う。
ストレッチャーマン
ストレリチアの花の化身。クールなヒーロー。夜店のお面のようなマスク。中性的な雰囲気でダンスを得意とする。必殺技は「ストレッチャーウイング」。かぼっちゃマンと共に南風原町の平和のために戦う。
黄金大主
黄金の森に千年近く前から住んでいる、大自然のパワーを兼ね備えた不思議な力を持つ森の主。かぼっちゃマンを修行させ世に平和の使者として送り出した。

### ウー軍団
メーゴーサー提督
ガンクー星雲ウーマクー星の中でも高い位に位置する強力な宇宙人。ウー軍団首領。手下のウーマクーにげんこつでお仕置きする。
ウーマクー星人
強力なパワーの源である「黄金のかすり」を手に入れようと、ガンクー星雲ウーマクー星からやってきた。大地を切り裂く「マギーイダナ」を武器に全宇宙を支配しようと企んでいる。時折りくり出すローカルギャグで敵も味方も一気にドン引きさせてしまう。
ウー軍団
一人一人の自己主張が強く、下克上は当たり前。常にボスであるウーマクー星人にゴマをすりながらボスの座を狙っている。過酷な労働条件で欠員が出るとアルバイト要員に助けられる事もある。

## その他
- 1999年11月13日誕生、「ローカルヒーロー?」という時代から活躍する、草分け的存在である。
- 求人誌の「アルバイト城間：かぼっちゃマン編」のCMは沖縄県内で有名である。
- スッパイマン（アイロウ&タカ）とは同じ沖縄出身のヒーローとして友情を誓っている。
- 2002年11月はえばるふるさと博覧会でローカルヒーローフェスティバルを開催、鹿児島から「離島戦隊タネガシマン」長崎から「平戸防衛戦隊ひらどしマン」がやってくる。この年YAHOOに「ローカルヒーロー」というカテゴリーが登場、最初に掲載されたのが上の三戦隊である。
- はえばる2008ふるさと博覧会では、長野県の「地域戦隊カッセイカマン」との共演を果たした。
- 2001年に長崎県平戸に始まり、2005年から2010年の連続で長野県下條村のカッセイカマンが主催する「ローカルヒーロー大○○！」に遠征、2009年岩手県八幡平と10年間で各地を飛び回っている。
- 2009年11月1日に沖縄南風原町で開催された「第1回南風原青年フェスタ」では、新ストーリーで第1部のトリを務めた。活動開始10周年目の今年をもって休止するということで、小雨の降る天候にもかかわらず多くの観客がショーを盛り上げた。中には父親の手作りの衣装で参加した2歳の男の子「チビかぼっちゃマン」の姿も見られた。